# Becske
Becske is een plaats (község) en gemeente in het Hongaarse comitaat Nógrád. Becske telt 626 inwoners (2001).